# U-224 (tàu ngầm Đức)
U-224 là một tàu ngầm tấn công  Lớp Type VII thuộc phân lớp Type VIIC được Hải quân Đức Quốc Xã chế tạo trong Chiến tranh Thế giới thứ hai. Nhập biên chế năm 1942, nó đã thực hiện được hai chuyến tuần tra và đánh chìm cho hai tàu buôn với tổng tải trọng 9.535 GRT. Trong chuyến tuần tra cuối cùng tại Địa Trung Hải, U-224 bị tàu corvette Canada HMCS Ville de Quebec thả mìn sâu và húc chìm về phía Tây Algiers vào ngày 13 tháng 1, 1943.

## Thiết kế và chế tạo

### Thiết kế

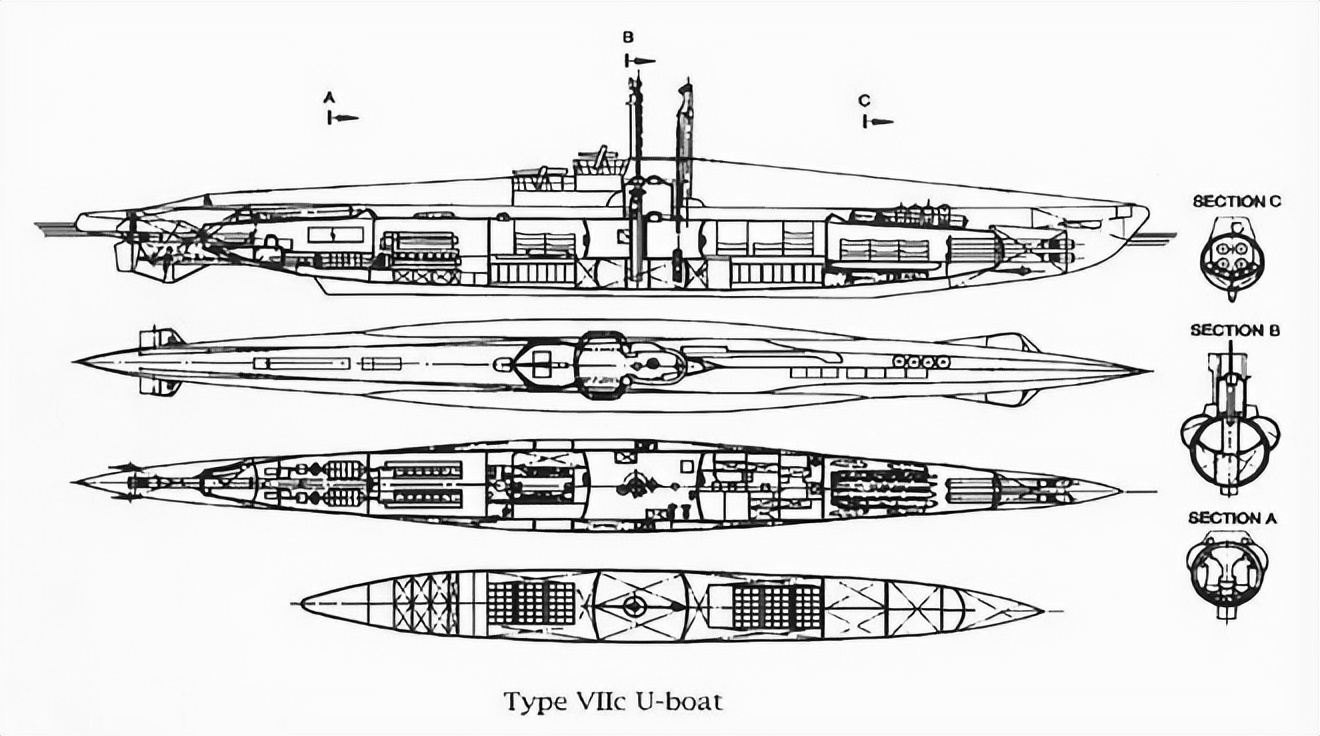
Sơ đồ các mặt cắt một tàu ngầm Type VIIC

Phân lớp VIIC của Tàu ngầm Type VII là một phiên bản VIIB được kéo dài thêm. Chúng có trọng lượng choán nước 769 t (757 tấn Anh) khi nổi và 871 t (857 tấn Anh) khi lặn). Con tàu có chiều dài chung 67,10 m (220 ft 2 in), lớp vỏ trong chịu áp lực dài 50,50 m (165 ft 8 in), mạn tàu rộng 6,20 m (20 ft 4 in), chiều cao 9,60 m (31 ft 6 in) và mớn nước 4,74 m (15 ft 7 in).
Chúng trang bị hai động cơ diesel Germaniawerft F46 siêu tăng áp 6-xy lanh 4 thì, tổng công suất 2.800–3.200 PS (2.100–2.400 kW; 2.800–3.200 bhp), dẫn động hai trục chân vịt đường kính 1,23 m (4,0 ft), cho phép đạt tốc độ tối đa 17,7 kn (32,8 km/h), và tầm hoạt động tối đa 8.500 nmi (15.700 km) khi đi tốc độ đường trường 10 kn (19 km/h). Khi đi ngầm dưới nước, chúng sử dụng hai động cơ/máy phát điện AEG GU 460/8–27 tổng công suất 750 PS (550 kW; 740 shp). Tốc độ tối đa khi lặn là 7,6 kn (14,1 km/h), và tầm hoạt động 80 nmi (150 km) ở tốc độ 4 kn (7,4 km/h). Con tàu có khả năng lặn sâu đến 230 m (750 ft).
Vũ khí trang bị có năm ống phóng ngư lôi 53,3 cm (21 in), bao gồm bốn ống trước mũi và một ống phía đuôi, và mang theo tổng cộng 14 quả ngư lôi, hoặc tối đa 22 quả thủy lôi TMA, hoặc 33 quả TMB. Tàu ngầm Type VIIC bố trí một hải pháo 8,8 cm SK C/35 cùng một pháo phòng không 2 cm (0,79 in) trên boong tàu. Thủy thủ đoàn bao gồm 4 sĩ quan và 40-56 thủy thủ.

### Chế tạo
U-224 được đặt hàng vào ngày 15 tháng 8, 1940, và được đặt lườn tại xưởng tàu của hãng Friedrich Krupp Germaniawerft tại Kiel vào ngày 15 tháng 7, 1941. Nó được hạ thủy vào ngày 7 tháng 5, 1942, và nhập biên chế cùng Hải quân Đức Quốc Xã vào ngày 20 tháng 6, 1942 dưới quyền chỉ huy của Hạm trưởng, Trung úy Hải quân Hans-Karl Kosbadt.

## Lịch sử hoạt động

### Chuyến tuần tra thứ nhất
U-224 khởi hành từ Kiel vào ngày 17 tháng 10, 1941 cho chuyến tuần tra đầu tiên trong chiến tranh. Nó băng qua khe GIUK giữa quần đảo Faroe và Iceland để đi đến hoạt động tại vùng biển Bắc Đại Tây Dương về phía Tây Ireland (Khu vực Tiếp cận phía Tây). Vào ngày 29 tháng 10, nó tấn công và đánh chìm tàu buôn Canada Bic Island 3.921 GRT vốn bị tách khỏi Đoàn tàu HX 212 ở vị trí về phía Tây Nam Rockall. Đến ngày 12 tháng 11, nó lại phóng hai quả ngư lôi đánh chìm tàu buôn Panama Buchanan 5.614 GRT.  Chiếc tàu ngầm kết thúc chuyến tuần tra và đi đến cảng St. Nazaire bên bờ biển Đại Tây Dương của Pháp vào ngày 9 tháng 12.

### Chuyến tuần tra thứ hai - Bị mất
U-224 xuất phát từ St. Nazaire vào ngày 3 tháng 1, 1943 cho chuyến tuần tra thứ hai, cũng là chuyến cuối cùng, để chuyển sang hoạt động tại khu vực Địa Trung Hải. Nó băng qua eo biển Gibraltar được phía Hải quân Hoàng gia Anh canh phòng chặt chẽ vào ngày 10 tháng 1, và bắt đầu tuần tra dọc bờ biển Bắc Phi ngoài khơi Algeria.
U-224 bị tàu corvette Canada HMCS Ville de Quebec tấn công bằng mìn sâu và sau đó húc chìm vào ngày 13 tháng 1, 1943 ở vị trí về phía Tây Algiers, tại tọa độ 36°28′B 0°49′Đ / 36,467°B 0,817°Đ. Toàn bộ 45 thành viên thủy thủ đoàn của U-224 đều tử trận.

### "Bầy sói" tham gia
U-224 từng tham gia ba bầy sói:
- Puma (26 – 29 tháng 10, 1942)
- Natter (30 tháng 10  – 8 tháng 11, 1942)
- Kreuzotter (8 – 18 tháng 11, 1942)

### Tóm tắt chiến công
U-224 đã đánh chìm được hai tàu buôn tổng tải trọng 9.535 GRT:
| Ngày              | Tên tàu    | Quốc tịch | Tải trọng | Số phận      |
| ----------------- | ---------- | --------- | --------- | ------------ |
| 29 tháng 10, 1942 | Bic Island | Canada    | 3,921     | Bị đánh chìm |
| 12 tháng 11, 1942 | Buchanan   | Panama    | 5,614     | Bị đánh chìm |